# Tracciabilità (informatica)
In informatica, e in particolare in ingegneria del software, per tracciabilità (talvolta indicata con il termine inglese corrispondente traceability) si intende la possibilità di ricostruire la relazione fra i diversi documenti prodotti nel corso di un progetto di sviluppo software, inclusa la stessa implementazione del sistema in uno o più linguaggi di programmazione.

## Tracciabilità dei requisiti
In particolare, la possibilità di ricostruire le relazioni degli elementi di un progetto con le specifiche dei requisiti iniziali viene detta tracciabilità dei requisiti e può essere monitorata attraverso una matrice di tracciabilità.

## Caratteristiche
La tracciabilità è un aspetto di qualità del software, di un progetto software fondamentale per una vasta gamma di attività, come l'analisi degli impatti di un cambiamento di requisiti, la verifica della correttezza di un'implementazione, il testing e il regression testing.